# Aleksander Sergejevič Višnjevski
Aleksander Sergejevič Višnjevski (tudi Aleksandr Sergeevič Višnevskij;  Александр Сергеевич Вишневский), ruski speleolog in jamar, * 18. avgust 1955, Sverdlovsk (danes Jekaterinburg), † 13. junij 2015, Jekaterinburg.
Najbolj znan je po raziskovanju jam na Uralu in v Uzbekistanu. Po letu 2000 je območje na pogorju Čul-Bair postalo ena izmed svetovnih speleoloških vročih točk, saj je tu tudi jama Boybuloq, najgloblja jama v Aziji vzhodno od Črnega morja, in ena najglobljih jam na svetu.

## Življenje in delo
Njegov oče je bil Sergej Pantelejmonovič Višnjevski, polkovnik in vojaški inženirec, graditelj letališča Kolcovo v Sverdlovsku, njegova mati Marija Georgievna Višnjevskaja pa je bila kemičarka. Po osnovni in srednji šoli v Sverdlovsku je Višnjevski leta 1978 diplomiral na Fakulteti za geografijo in biologijo Uralske državne pedagoške univerze, tudi v Sverdlovsku. Po diplomi je bil razporejen na delovno mesto učitelja zemljepisa v vzgojnem zavodu za mladostnike v kraju Polunočnoe [Polnočno], na severu Sverdlovske oblasti. Februarja 1981 je bil premeščen v srednjo šolo v vasi Novoalekseevskoe, blizu Sverdlovska. Leta 1984 se je vrnil v Sverdlovsk, učil je na Inštitutu za napredne študije v turizmu, od leta 1991 v turistični agenciji Speleocenter, leta 1995 pa je odprl trgovino Al'pur, z opremo za šport in rekreacijo.

## Jamarstvo
Za jame in jamarstvo se je Višnjevski začel zanimati v srednji šoli. Leta 1973 je kot študent geografije veliko potoval po Uralu skupaj s člani SGS (Sverdlovska mestna speleosekcija, danes Jamarsko društvo Jekaterinburg) – v SGS so ga sprejeli leta 1974. Po diplomi leta 1978 je kot učitelj zemljepisa organiziral jamarske tečaje in izobrazil več generacij mladih jamarjev. Leta 1984, ko se je vrnil v domače mesto, je začel delovati v turističnih in jamarskih organizacijah ZSSR. Leta 1989 je bil med ustanovitelji Jamarske zveze Urala (ASU), njen prvi predsednik. Postal je tudi eden od vodilnih članov Ruskega geografskega društva, leta 1999 pa podpredsednik Ruske jamarske zveze. Višnjevski je sodeloval v več znanstvenih projektih, pa tudi pri razvoju in uporabi novih jamarskih tehnologij in opreme, na primer vrvne tehnike.
Organiziral ali vodil je več območnih in vsezveznih jamarskih odprav in izobraževalnih prireditev: leta 1976 dva jamarska tabora na Zahodnem Kavkazu, v pogorjih Fišt in Alek, leta 1977 odpravo v jamo Optimističeskaja v Ukrajini in vsezvezni jamarski tabor v pogorju Alek, leta 1978 7. konferenco o problemih speleoturizma v Permu, jamarski tabor v Gubahi, na Zahodnem Uralu in ob Bajkalskem jezeru, leta 1979 vsezvezno srečanje inštruktorjev jamarstva na Zahodnem Kavkazu, v pogorju Alek, leta 1980 jamarski tabor, tudi na Aleku, leta 1981 4. srečanje o jamarski tehniki krajev na Uralu in Sverdlovska, jamarski tabor na grebenu Kirktau in odpravo za iskanje jam na Čak-Čar, jugozahodni del grebena Gissar, oboje v Uzbekistanu, leta 1983 še eno tako odpravo na greben Gissar, izobraževalno vadbeni pohod na gorovje Alek, 7. srečanje o jamarski tehniki v Šihanu pri Čeljabinsku, raziskovalno odpravo v jamo Kujbiševskaja v pogorju Arabika, jamarski tabor na Severnem Uralu, leta 1985 izobraževalni tabor v pogorju Bzyb in odpravo v jamo Iljuhina na Arabiki, oboje na Zahodnem Kavkazu.
V težkih letih za rusko jamarstvo, po razpadu Sovjetske zveze leta 1991, so njegove organizacijske sposobnosti, vztrajnost in finančna pomoč pomagali SGS in sverdlovsko-jekaterinburškemu jamarstvu na splošno ohraniti dediščino, predvsem pa raziskovalne vire prejšnjih let. V letih za tem je Višnjevski vodil odprave in potovanja predvsem v Srednjo Azijo, pa tudi drugam, na primer v Italijo, v Nepal in na Norveško.

## Uzbekistanske jame
Po odkritju Kijevske jame na planoti Kirktau v Uzbekistanu leta 1972, 2340 metrov nad morjem, ki je bila v naslednjih letih raziskana do globine 990 m in je bila v letih 1977-1978 najgloblja jama ZSSR, so jamarji SGS v poznih sedemdesetih letih začeli iskati globoke jame na širšem območju. Maja 1981 so našli jamo Zindan, 3100 metrov nad morjem, na grebenu Ketmen'-Čapta. Izvir pod jamo, na nadmorski višini 1300 metrov, je nakazoval, da bi jama lahko bila zelo globoka. Po smrti Sergeja Zenkova, ki je padel v brezno med poletno odpravo, so jamo preimenovali v Jamo Ural-Zenkov (Zindan). Naslednji odpravi, pozimi istega leta, med vodji je bil tudi Višnjevski, je uspelo prekopati sifon na -300 metrov in do januarja 1983 so dosegli končno globino 565 metrov, v sifonu, ki je bil preozek, da bi lahko prišli skozenj. Iskalne odprave poleti 1983 so se vse končale brez uspeha in jamarji iz Sverdlovska so se odločili, da bodo svoje moči preusmerili na gorovje Arabika v Abhaziji, s sodelovanjem na odpravah drugih jamarskih društev. Vsega skupaj je Višnjevski vodil prek deset odprav v Uzbekistan, večino v jamo Boybuloq.

## Boyboluq
Leta 1985 so se jamarji iz Sverdlovska spet vrnili v Uzbekistan, da bi raziskali jame, katerih vhode je našla žepna odprava SGS v pogorje Hodža-Gur-Gur-Ata leta 1984. Skupino petih so poslali na greben Surhan-Tau, da bi pogledali, ali je tam kakšna perspektivna jama. Na poti so jim domačini v vasi Kurganča, 1455 metrov nad morjem, povedali za jamo višje na gori, iz katere vedno teče tenak curek vode. Vanjo se je leta 1971 odpravil vaščan iz najvišjega zaselka v Uzbekistanu, vasi Dehibolo, in se iz nje ni več vrnil. Jama da se imenuje Boybuloq – boy buloq v uzbeškem jeziku in v jeziku prebivalcev Dehibola, tadžiškem, pomeni bogat izvir. Sledili so strugi potočka, ki je tekel iz jame, našli vhod, 2650 metrov nad morjem, in sledili ozkemu meandru, ki se je počasi vzpenjal, 600 metrov daleč in 90 metrov visoko, kjer se je obrnil skoraj nazaj in navzdol. Kmalu so prišli do 27 metrov globokega brezna, na njegovem dnu pa našli človeške kosti. Kasneje se je izkazalo da je bil to Mustafaqul Zakirov, učitelj iz Dehibola, ki je prej že večkrat obiskal jamo, štiri ure hoda iz vasi. Maja 1971, ko je bila huda suša, se je odpravil do jame s sinom in tovornimi osli, da bi v vas prinesli vodo. Šel je v jamo, in ko se je plazil približno uro daleč, je prišel do mesta malo nad prvim breznom, kjer mu je ugasnila petrolejka. V temi je zgrešil pot nazaj proti vhodu in padel v brezno.
Ne samo Boybuloq, ampak večina jam tam okoli so neskončni nizi ozkih prehodov, skozi katere se komaj prebiješ, kar je vse posledica geološke slike in zelo majhnih količin vode, ki so botrovale nastanku jame. Ali po besedah Višnjevskega, kot jih je leta 1999 zapisal Sergej Kuklev, udeleženec odprave v jamo:
Nekaj o morfologiji Boybuloka, - je nadaljeval Višnjevski. - Jama se je razvila v zgornje in srednje jurskih apnencih, v monoklinalnih apnenčastih skladih - se pravi v ohranjenem krilu antiklinale. Debelina apnenca je po naših ugotovitvah od 200 do 350 metrov. Boybuloq se nahaja na nadmorski višini 2700 metrov, rob gorskega grebena nad jamo je na nadmorski višini 3800 metrov. To, da gre jama še naprej navzgor odpira zanimivo perspektivo, da še krepko povečamo njeno globino. Najbolj zanimiv zaključek odprave pa je potrditev naše predpostavke, da so vse vode, ki tečejo v različnih smereh v Boybuloqu, očitno kondenzacijskega izvora, saj poplava, ki smo jo opazili, ni dosegla spodnjih nadstropij jame. Vsa voda teče po pokritem srednjeazijskem krasu in dela kanjone na pobočju gore, jam pa ne.
Sledile so nadaljnje odprave: leta 1986 je bila jama poglobljena na 400 metrov, leta 1987 na 500 metrov, posmrtne ostanke Zakirova so prinesli iz jame in vrnili njegovi družini, leta 1988 je uspelo prosto preplavati sifon na -600 metrov, takoj zatem pa so tudi razbili pregrado na drugi strani, ki je zadrževala vodo, tako da je dalo zdaj že jezerce prebroditi, odprl pa se je tudi nov rokav jame, ki se je nadaljeval do -900 metrov. Leta 1989 je kombinirana sovjetsko-italijanska odprava dosegla končni sifon na -1154 m, se pa tudi povzpela od vhoda navzgor do točke +156 metrov, kar je skupno globino jame povečalo na 1310 metrov. Leta 1990 je sovjetsko-britanska odprava podaljšala Novi rokav jame navzgor do +222 m, kar je dalo skupno globino 1376 metrov. Leta 1991 so odkrili spodnje etaže Novega rokava, leta 1992 pa je bil preplezan še dodaten kamin navzgor, do točke na +257 metrov, kar je dalo končno globino jame, 1415 metrov. V letih, ki so sledila, je bilo zaradi vrenja ob razpadu Sovjetske zveze odprav zelo malo. Na odpravi leta 1994 se je raztrgala večina transportnih vreč in je bilo treba predčasno nazaj, leta 1995 je jamarjem uspelo prekopati velik podor v jami, ki je prej onemogočal napredovanje, potapljanje v sifonu na -560 metrov leta 1998 ni bilo uspešno, bil pa je opravljen tudi prvi potop v izvir Holtan-Čašma, kamor teče voda iz sifona na najgloblji točki jame. Izvir se nahaja 130 m pod sifonom, ob tem da je vodoravna razdalja 7 km, kar pomeni, da so rovi med sifonom in izvirom zelo verjetno potopljeni. Jamarji SGS, pod vodstvom Višnjevskega, so se vrnili v Uzbekistan šele leta 2007, v Boybuloq, potem pa so sledile odprave skoraj vsako leto. Odkrili in raziskali so nove rove v Boybuloqu, globina jame pa se ni več spremenila. V izviru Holtan-Čašma so se spet potapljali leta 2014, 2015 in 2016, ko so 170 metrov daleč in 18 metrov globoko prišli do manjše dvorane z lečastim presekom, iz katere so vodile navzdol obrnjene špranje, vse preozke, da bi se dalo priti naprej.

## Smrt
Višnjevski se ni nikoli oženil, vedno pa je bil obdan s prijatelji in istomišljeniki, čas si je zapolnil z raziskovanjem jam, ekstremnimi športi in potovanji. V zadnjih letih mu je začelo pešati zdravje, njegova prezgodnja smrt pa je bila posledica okužbe, dobljene med hospitalizacijo po poškodbi glave, ponesrečil se je doma.

## Zapuščina
Višnjevski in njegovo delo sta pustila svoj pečat na več področjih, še posebej opazni pa so raziskovalni dosežki njegovih jamarskih organizacij, SGS in ASU, v gorskem grebenu Čul-Bair, katerih pobudnik je bil. Poleti 2015, v letu njegove smrti, je površinska skupina v okviru odprave SGS in ASU, ki jo je vodil Vasilij Samsonov iz Orenburga tik pod robom klifa nad Boybuloqom odkrila vhod v jamo, ki so ji dali delovno oznako ČB-15 (Čul-Bair 15), in jamo raziskala 400 metrov daleč in 70 metrov globoko. Leta 2016 so jamo poglobili na 260 metrov in podaljšali na 1500 metrov. Glavni rov jame, ki so jo poimenovali po Višnjevskem, se je enakomerno spuščal v smeri Boybuloqa. Raziskovanja so se nadaljevala še v naslednjih letih in leta 2019 je odprava SGS in ASU s sodelovanjem jamarjev iz Moskve in Irkutska obšla sifon na -735 metrov. Šli so po rovu naprej do globine 1131 metrov, kjer so morali obrniti nad naslednjim odprtim breznom, zmanjkalo jim je vrvi in časa. Povezava obeh jam (končna točka, dosežena leta 2019 v Jami Višnjevskega je oddaljena od Boybuloqa le 50 metrov po višini in 250 metrov po dolžini) bi pomenila skupno globino prek 2000 m. Perspektive, ki jih je odprl ta dosežek, so privedle do novih pobud za raziskovanje jam v gorah na širšem območju tega speleološko sicer zelo raznoterega dela sveta.
Delo Višnjevskega je predstavljeno v filmih o odpravah v Uzbekistan, v knjigah in potopisih.

## Opomba
1. ↑  Izvirna cirilska imena v tem prispevku so romanizirana po en:Scientific transliteration of Cyrillic.